# Antonieta do Mônaco

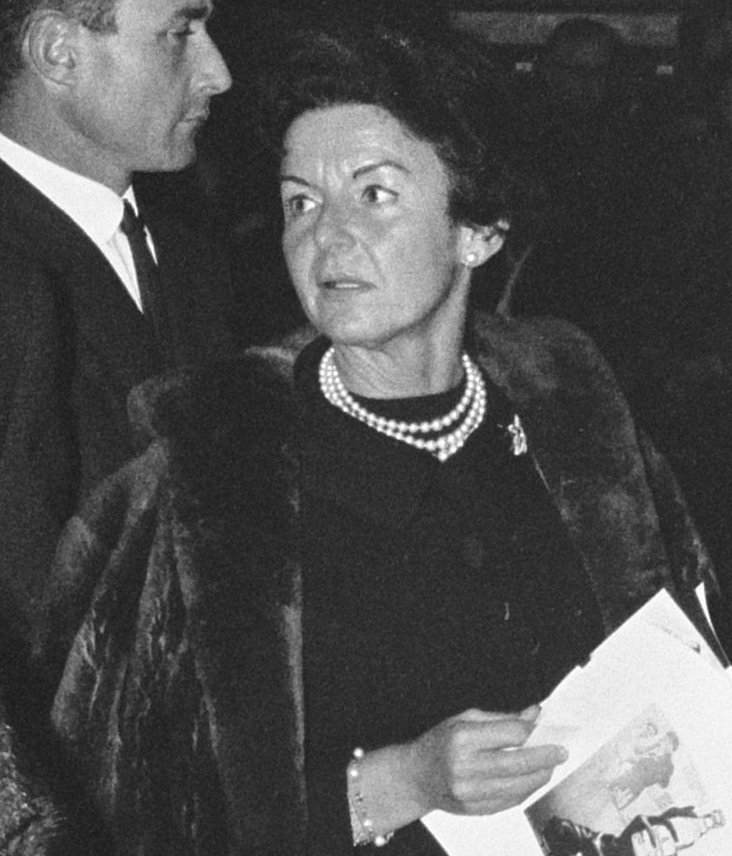

Antonieta Luísa Alberta Suzana do Mônaco (em francês: Antoinette Louise Alberte Suzanne Grimaldi; Paris, 28 de dezembro de 1920 — Mónaco, 18 de março de 2011), Baronesa de Massy, foi um membro da família principesca monegasca e a única irmã do falecido Rainier III, Príncipe de Mônaco e tia paterna de Alberto II de Mônaco. 
Seus pais foram a princesa herdeira de Mônaco, Carlota, Duquesa de Valentinois, e Pedro, Duque de Valentinois.

## Casamentos
A princesa Antonieta teve um caso de longa-data com o procurador e campeão internacional de tênis monegasco Alexandre-Athenase Noghès, no meio dos anos 1940. Três filhos nasceram desta união:
- Elizabeth Ann de Massy (1947-2020)
- Christian Louis de Massy, nascido em 1949
- Christine Alix de Massy (1951-1989)

Elizabeth-Ann casou-se duas vezes e teve dois filhos: Jean-Léonard Taubert-Natta de Massy (n. 1974) e Mélanie-Antoinette de Lusignan (n. 1985). Christian Louis possivelmente casou-se quatro vezes e tem três filhos: Leticia de Massy (n. 1971), Brice Souleyman Gelabale-de Massy (n. 1988 -adotado-) e Antoine de Massy (n. 1996). Christine Alix casou-se duas vezes e tinha um filho, Keith Sebastian Knecht de Massy (n. 1972).
A princesa Antoineta e Alexandre Noghès subsequentemente casaram-se em Génova em 4 de dezembro de 1951. Era o segundo casamento dele e o primeiro dela. Em 1954, eles se divorciaram. Em 15 de novembro de 1951, Antonieta foi titulada Baronesa de Massy. Cada um de seus filhos teve o sobrenome Grimaldi (que receberam quando nasceram) modificado para o sobrenome de Massy. Eles reclamam o título de Barão/Baronesa através de sua mãe, mas não podem fazer isso.
Seu segundo marido foi o político Jean-Charles Rey (1914-1994). O casamento durou de 1961 a 1973. O renomado dançarino britânico de balé John Brian Gilpin (1930-1983) foi seu último e finado marido. John Brian e Antoinette se casaram no dia 28 de julho de 1983. Ele morreu repentinamente seis semanas depois.
Faleceu em Mônaco em 18 de março de 2011. Encontra-se sepultada na Chapelle de la Paix, em Monte Carlo.